# Coelotrypes fasciolatus
Coelotrypes fasciolatus es una especie de insecto del género Coelotrypes de la familia Tephritidae del orden Diptera.

## Historia
Loew la describió científicamente por primera vez en el año 1863.